# Biegi narciarskie na Mistrzostwach Świata Juniorów w Narciarstwie Klasycznym 2021
Biegi narciarskie na 41. mistrzostwach świata juniorów odbyły się w dniach 9-14 lutego 2021 roku w fińskim Vuokatti. Zawodnicy i zawodniczki rywalizowali łącznie w 13 konkurencjach, w dwóch kategoriach wiekowych: juniorów oraz młodzieżowców.

## Wyniki juniorów
| Miejsce | Zawodnik             | Czas    | Strata |
| ------- | -------------------- | ------- | ------ |
|         | Niilo Moilanen       | 3:08,85 | —      |
|         | Lars Agnar Hjelmeset | 3:10,53 | +1,68  |
|         | Emil Danielsson      | 3:11,13 | +2,28  |
| 4.      | George Ersson        | 3:17,48 | +8,63  |
| 5.      | Nikolai Holmboe      | 3:27,07 | +18,22 |
| 6.      | Władimir Rybkin      | 3:35,34 | +26,49 |
| ...     |                      |         |        |
| 20.     | Łukasz Gazurek       | —       | —      |
| 52.     | Sebastian Bryja      | —       | —      |
| 60.     | Piotr Sobiczewski    | —       | —      |
| 64.     | Robert Bugara        | —       | —      |

| Miejsce | Zawodniczka          | Czas    | Strata |
| ------- | -------------------- | ------- | ------ |
|         | Monika Skinder       | 2:33,24 | —      |
|         | Moa Hansson          | 2:33,95 | +0,71  |
|         | Karolina Kaleta      | 2:33,97 | +0,73  |
| 4.      | Wieronika Stiepanowa | 2:40,11 | +6,87  |
| 5.      | Vilma Ryyty          | 2:40,14 | +6,90  |
| 6.      | Maria Hartz Melling  | 2:41,68 | +8,44  |
| ...     |                      |         |        |
| 46.     | Hanna Popko          | —       | —      |
| 49.     | Saria Szkurat        | —       | —      |

| Miejsce | Zawodnik              | Czas    | Strata  |
| ------- | --------------------- | ------- | ------- |
|         | Martin Kirkeberg Mørk | 24:26,6 | —       |
|         | Alexander Ståhlberg   | 24:41,5 | +14,9   |
|         | Olivier Léveillé      | 24:53,9 | +27,3   |
| 4.      | Jonas Vika            | 24:59,3 | +32,7   |
| 5.      | Zanden McMullen       | 25:06,6 | +40,0   |
| 6.      | Edvard Sandvik        | 25:15,8 | +49,2   |
| ...     |                       |         |         |
| 33.     | Sebastian Bryja       | 26:25,5 | +1:58,9 |
| 49.     | Łukasz Gazurek        | 27:10,8 | +2:44,2 |
| 66.     | Robert Bugara         | 27:51,2 | +3:24,6 |
| 81.     | Bartosz Cielniak      | 28:40,2 | +4:13,6 |

| Miejsce | Zawodniczka           | Czas    | Strata  |
| ------- | --------------------- | ------- | ------- |
|         | Wieronika Stiepanowa  | 13:44,3 | —       |
|         | Jewgienija Krupicka   | 14:00,8 | +16,5   |
|         | Margrethe Bergane     | 14:11,7 | +27,4   |
| 4.      | Moa Hansson           | 14:12,6 | +28,3   |
| 5.      | Lisa Ingesson         | 14:15,9 | +31,6   |
| 6.      | Dinige’er Yilamujiang | 14:21,6 | +37,3   |
| 7.      | Karolina Kaleta       | 14:26,9 | +42,6   |
| ...     |                       |         |         |
| 43.     | Karolina Kukuczka     | 15:26,8 | +1:42,5 |
| 47.     | Daria Szkurat         | 15:32,3 | +1:48,0 |
| 60.     | Hanna Popko           | 15:56,5 | +2:12,2 |

| Miejsce | Zawodnik            | Czas      | Strata  |
| ------- | ------------------- | --------- | ------- |
|         | Aleksandr Iwszin    | 1:21:22,2 | —       |
|         | Jan-Friedrich Dörks | 1:21:24,8 | +2,6    |
|         | Alexander Ståhlberg | 1:21:27,8 | +5,6    |
| 4.      | Wiktor Żuł          | 1:22:00,7 | +38,5   |
| 5.      | Thomas Stephen      | 1:22:02,1 | +39,9   |
| 6.      | Korbinian Heiland   | 1:22:02,5 | +40,3   |
| ...     |                     |           |         |
| 37.     | Bartosz Cielniak    | 1:28:26,5 | +7:04,3 |
| 42.     | Piotr Sobiczewski   | 1:28:57,1 | +7:34,9 |
| 43.     | Sebastian Bryja     | 1:29:10,3 | +7:48,1 |

| Miejsce | Zawodniczka         | Czas    | Strata  |
| ------- | ------------------- | ------- | ------- |
|         | Margrethe Bergane   | 45:37,7 | —       |
|         | Lisa Eriksson       | 46:02,1 | +24,4   |
|         | Helen Hoffmann      | 46:03,3 | +25,6   |
| 4.      | Jewgienija Krupicka | 46:05,7 | +28,0   |
| 5.      | Märta Rosenberg     | 46:38,4 | +1:00,7 |
| 6.      | Nadja Kälin         | 46:51,2 | +1:13,5 |
| ...     |                     |         |         |
| 17.     | Karolina Kaleta     | 47:42,1 | +2:04,4 |
| 23.     | Monika Skinder      | 48:21,3 | +2:43,6 |
| 32.     | Daria Szkurat       | 49:17,8 | +3:40,1 |
| 32.     | Karolina Kukuczka   | 51:35,9 | +5:58,2 |

| Pozycja | Państwo   | Zawodnicy                                                            | Czas    |
| ------- | --------- | -------------------------------------------------------------------- | ------- |
|         | Norwegia  | Edvard Sandvik Jonas Vika Martin Kirkeberg Mørk Lars Agnar Hjelmeset | 49:45,3 |
|         | Finlandia | Niilo Moilanen Niko Anttola Eemil Helander Alexander Ståhlberg       | +20,0   |
|         | Włochy    | Fabio Longo Alessandro Chiocchetti Luca Sclisizzo Elia Barp          | +22,6   |
| 4.      | Rosja     | Wiktor Żuł Aleksandr Iwszin Nikita Rodionow Siergiej Wołkow          | +22,7   |
| 5.      | Niemcy    | Elias Keck Korbinian Heiland Jan-Friedrich Dörks Jan Stölben         | +1:07,6 |
| 6.      | Kanada    | Xavier McKeever Thomas Stephen Joe Davies Olivier Léveillé           | +1:09,8 |
| ...     |           |                                                                      |         |
| 11.     | Polska    | Łukasz Gazurek Robert Bugara Bartosz Cielniak Sebastian Bryja        | +3:31,0 |

| Pozycja | Państwo    | Zawodnicy                                                             | Czas    |
| ------- | ---------- | --------------------------------------------------------------------- | ------- |
|         | Szwecja    | Märta Rosenberg Lisa Eriksson Lisa Ingesson Moa Hansson               | 41:29,1 |
|         | Rosja      | Anna Kożinowa Jewgienija Krupicka Olga Żołudiewa Wieronika Stiepanowa | +0,3    |
|         | Norwegia   | Maria Hartz Melling Emma Kirkeberg Mørk Anna Heggen Margrethe Bergane | +26,4   |
| 4.      | Szwajcaria | Nadja Kälin Siri Wigger Anja Weber Marina Kälin                       | +1:30,8 |
| 5.      | Finlandia  | Vilma Ryyty Siiri Kaijansinkko Ida Haapala Hilla Niemela              | +1:32,6 |
| 6.      | Polska     | Daria Szkurat Monika Skinder Karolina Kukuczka Karolina Kaleta        | +1:39,2 |

## Wyniki młodzieżowców U23
| Miejsce | Zawodnik              | Czas    | Strata |
| ------- | --------------------- | ------- | ------ |
|         | Aleksandr Tierientjew | 3:01,72 | —      |
|         | Aron Åkre Rysstad     | 3:07,26 | +5,54  |
|         | Siergiej Ardaszew     | 3:09,42 | +7,70  |
| 4.      | Lauri Mannila         | 3:11,49 | +9,77  |
| 5.      | Dienis Filimonow      | 3:12,09 | +10,37 |
| 6.      | Andriej Kuzniecow     | 3:28,34 | +26,62 |
| ...     |                       |         |        |
| 46.     | Dawid Damian          | —       | —      |
| 48.     | Michał Skowron        | —       | —      |

| Miejsce | Zawodniczka         | Czas    | Strata   |
| ------- | ------------------- | ------- | -------- |
|         | Lisa Lohmann        | 2:38,07 | —        |
|         | Christina Macokina  | 2:38,53 | +0,46    |
|         | Louise Lindström    | 2:39,73 | +1,66    |
| 4.      | Ingrid Gulbrandsen  | 2:43,14 | +5,07    |
| 5.      | Tereza Beranová     | 4:28,51 | +1:50,44 |
| 6.      | Anastasija Falejewa | 4:37,48 | +1:59,49 |
| ...     |                     |         |          |
| 11.     | Izabela Marcisz     | —       | —        |
| 41.     | Magdalena Kobielusz | —\|-    | —\|-     |

| Miejsce | Zawodnik               | Czas    | Strata  |
| ------- | ---------------------- | ------- | ------- |
|         | Hugo Lapalus           | 35:27,6 | —       |
|         | Friedrich Moch         | 35:41,4 | +13,8   |
|         | Iver Tildheim Andersen | 35:46,3 | +18,7   |
| 4.      | William Poromaa        | 35:48,5 | +20,9   |
| 5.      | Håvard Moseby          | 35:52,6 | +25,0   |
| 6.      | Johan Herbert          | 35:59,7 | +32,1   |
| ...     |                        |         |         |
| 47.     | Mateusz Haratyk        | 39:01,4 | +3:33,8 |
| 50.     | Dawid Damian           | 39:25,9 | +3:58,3 |
| 59.     | Michał Skowron         | 40:32,1 | +5:04,5 |

| Miejsce | Zawodniczka            | Czas    | Strata  |
| ------- | ---------------------- | ------- | ------- |
|         | Izabela Marcisz        | 28:13,6 | —       |
|         | Louise Lindström       | 28:24,8 | +11,2   |
|         | Hedda Østberg Amundsen | 28:33,2 | +19,6   |
| 4.      | Flora Dolci            | 28:48,0 | +31,4   |
| 5.      | Sophia Laukli          | 28:45,8 | +32,2   |
| 6.      | Synne Arnesen          | 28:49,9 | +36,3   |
| ...     |                        |         |         |
| 37.     | Eliza Rucka            | 30:58,3 | +2:44,7 |
| 49.     | Magdalena Kobielusz    | 32:37,1 | +4:23,5 |

| Pozycja | Państwo           | Zawodnicy                                                                  | Czas    |
| ------- | ----------------- | -------------------------------------------------------------------------- | ------- |
|         | Norwegia          | Synne Arnesen Jon Rolf Skamo Hope Håvard Moseby Hedda Østberg Amundsen     | 52:52,9 |
|         | Rosja             | Anastasija Falejewa Siergiej Ardaszew Aleksandr Tierientjew Anna Gruchwina | +3,9    |
|         | Szwecja           | Hanna Abrahamasson Fredrik Andersson Johan Herbert Louise Lindström        | +7,7    |
| 4.      | Francja           | Melissa Gal Théo Schely Tom Mancini Flora Dolci                            | +9,7    |
| 5.      | Stany Zjednoczone | Hailey Swirbul Gus Schumacher Hunter Wonders Sophia Laukli                 | +16,7   |
| 6.      | Niemcy            | Lisa Lohmann Albert Kulcher Friedrich Moch Amelie Hoffmann                 | +1:01,7 |
| ...     |                   |                                                                            |         |
| 14.     | Polska            | Izabela Marcisz Dawid Damian Mateusz Haratyk Magdalena Kobielusz           | +3:26,6 |

## Klasyfikacja medalowa
| Miejsce | Państwo   |   |   |   | złoto · srebro · brąz |
| ------- | --------- | - | - | - | --------------------- |
| 1.      | Norwegia  | 4 | 2 | 4 | 10                    |
| 2.      | Rosja     | 3 | 4 | 1 | 8                     |
| 3.      | Polska    | 2 | 0 | 1 | 3                     |
| 4.      | Szwecja   | 1 | 3 | 3 | 7                     |
| 5.      | Finlandia | 1 | 2 | 1 | 4                     |
| 5.      | Niemcy    | 1 | 2 | 1 | 4                     |
| 7.      | Francja   | 1 | 0 | 0 | 1                     |
| 8.      | Kanada    | 0 | 0 | 1 | 1                     |
| 8.      | Włochy    | 0 | 0 | 1 | 1                     |